# Park Geun-hye
Park Geun-hye (født 2. februar 1952 i Daegu) er en sydkoreansk konservativ politiker. Hun blev den 19. december 2012 valgt til Sydkoreas præsident, og tiltrådte den 25. februar 2013. Hun sad som præsident indtil hun blev afsat den 10. marts 2017. Hun var landets første kvindelige præsident. Park repræsenterer Saenuri-partiet (tidligere Det store nationalparti).
Park er datter af den tidligere præsident Park Chung-hee, som styrede landet som militærdiktator i 1960'erne og 1970'erne. Park Geun-hye fungerede som landets førstedame, efter at moderen blev dræbt i 1974, frem til faderen blev dræbt af sin egen efterretningschef i et attentat i 1979. Senere har hun udtrykt sorg over behandlingen af demokratiforkæmpere under faderens diktatur.
Hun var medlem af nationalforsamlingen 1998–2012 og partileder 2004–2006. I 2007 tabte hun partiets præsidentnominering mod Lee Myung-bak med en lille margin.
I efteråret 2012 blev hun nomineret som Saenuri-partiets præsidentkandidat, og vandt valget den 19. december med 51,6 % af stemmene.
Park Geun-hye bliver ofte anset som en af de mest indflydelsesrige politikere i Sydkorea siden «de tre Kim'er», Kim Young-sam, Kim Dae-jung og Kim Jong-pil. Dette til trods for at faderens diktatur stadig hænger ved hendes navn. Hun tilhører en liberal fløj i det højreorienterede Saenuri-partiet, og har tidligere beskrevet sin politik som en "koreansk thatcherisme". Park ønsker en mere forsonende holdning til Nordkorea end forgængeren Lee, og ønsker at stille flere krav til de familieejede industrikonglomerater, chaebolerne. Hun har signaleret, at hun ønsker at modvirke de øgede indtægtsforskelle og arbejdsløsheden blandt landets unge.
I 2015 satte Forbes Park Geun-hye på en 11-plads i en liste over verdens mest magtfulde kvinder.
I efteråret 2016 blev det afsløret, at Park i en længere tid havde givet en nær ven og uformel rådgiver uden sikkerhedsgodkendelse, Choi Soon-sil, adgang til hemmeligstemplede dokumenter. I december vedtog parlamentet at stille Park for en forfatningsdomstol og midlertidig overføre hendes myndighed til statsminister Hwang Kyo-ahn, som blev fungerende præsident. Den 10. marts 2017 blev hun afsat som præsident af forfatningsdomstolen anklaget for at medvirke til økonomisk kriminalitet. Domstolsbeslutningen førte til voldsomme demonstrationer imod denne, og to demonstranter døde som følge af sammenstød med politiet. Hun er den første præsident i landets historie, der er blevet afsat.

## Familiebaggrund og uddannelse
Park Geun-hye blev født i centrum af Daegu i 1952 som datter af officer og senere præsident Park Chung-hee (1917–1979) og Yuk Young-soo (1925–1974). Hun er den ældste i en søskendeflok på tre, og har søsteren Park Seo-yeong (1954–) og broderen Park Ji-man (1958–). Broderen har gjort karriere indenfor kemisk industri som administrerende direktør i EG Corporation, mens søsteren leder en humanitær stiftelse. De har også en halvsøster fra faderens første ægteskab, Park Jae-ok, hvis ægtefælle var parlamentariker for Det demokratisk-republikanske parti under svigerfaderens styre. Gennem ægteskab er Park Geun-hye også niece til Kim Jong-pil og Han Seung-soo.
Året efter, at hun blev født, flyttede familien til Seoul, hvor hun gik i grundskole ved Jangchung-skolen til 1964 samt middelskole og gymnasium ved den katolske pigeskole Sungshim 1964–1970. I 1961, da hun var ti år gammel, blev faderen præsident gennem et militærkup. Efter universitetsforberedende eksamen ved Sungshim i 1970 studerede hun til bachelorgrad i elektronik ved Sogang-universitetet, hvor hun blev udeksamineret i 1974. I en kort periode studerede hun matematik også ved Université de Grenoble i Frankrig, men vendte tilbage til Sydkorea, da moderen blev dræbt.
Attentatet i 1974 var ment at ramme præsident Park, som overlevede uden skader. Efter dette indtog datteren rollen som landets førstedame. I 1979 blev Park Chung-hee selv dræbt af efterretningschef Kim Jae-kyu under en middag med megen alkohol. Hvorvidt attentatet var en spontan handling af personlig karakter eller planlagt af efterretningstjenesten, er ukendt. Efter dette blev Park Geun-hye alene om omsorgen for sine søskende. Hun engagerede sig i socialt arbejde gennem forskellige stiftelser, men holdt en lav profil i medierne. Den mest kendte stiftelse, Jeongsu, som koncentrerede sig om skolestipendier, fik alligevel omtale, fordi den ejede aktier i avisen Busan Ilbo. Aktiernes oprindelige ejere gik til retten og krævede aktierne tilbagegivet under påstand af, at de var blevet tvunget til at overdrage aktierne til Park Chung-hee.
Park Geun-hye beskriver sig selv som ateist, men har stærke bånd til det buddhistiske miljø gennem sine afdøde forældre, som begge var troende buddhister. Hun står også flere fremtrædende protestanter nær, eftersom hun studerede i et semester ved Det presbyterianske college og teologiske seminar (koreansk: 장신대) i Seoul i 1981.
Hun har aldrig været gift, og har været meget tilbageholdende om sit privatliv. Hun har boet forholdsvis tilbagetrukket i et rolig og almindelig boligområde i Seoul. Det har været påstået, at hun havde et uægteskabeligt forhold til (og et uægte barn med) den langt ældre pastor Choi Tae-min, hendes politiske mentor som førstedame. Park har på det bestemteste afvist dette. I begyndelsen af 1990-erne udgav hun to selvbiografiske bøger og har udgivet yderligere fire bøger efter, at hun blev politiker.

## Politisk arbejde
Park blev politisk aktiv under Asienkrisen i slutningen af 1990-erne, da hun gjorde det til et personlig mål at redde landet ud af økonomisk krise. Delvis på opfordring fra Lee Hoi-chang stillede Park som Det store nationalpartis kandidat til nationalforsamlingen fra Dalseong-gun i Daegu ved et suppleringsvalg i 1998. Valgkredsen var en antaget at være en sikker kreds for partiet, og Park vandt med 51,5 % af stemmerne. Den nærmeste modkandidat fik 29,1 %. Parks kandidatur vakte dog opsigt, hendes familiebaggrund taget i betragtning. Ugifte kvindelige politikere tilhører også sjældenhederne i det traditionelt patriarkalske koreanske samfund. Hun blev genvalgt ved de ordinære valg i 2000, 2004 og 2008 med henholdsvis 61,4, 70,0 og 88,6 % af stemmerne.
Som nyvalgt parlamentariker var Park også næstledende i Det store nationalparti under Lee Hoi-chang 1998–2002. I 2004 ændredes partiets tilslutning i meningsmålingerne efter, at præsident Roh Moo-hyun havde overlevet mistillidsvotummet initieret af Det store nationalparti. Lee Hoi-chang blev også anklaget for korruption. Partiet lå således an til at opleve et stort nederlag i parlamentsvalget samme år. Park blev valgt til ny partileder og ledede valgkampagnen. I valget gik partiet fra størst til næststørst i nationalforsamlingen, men tabte alligevel ikke mere end 16 mandater. Dette blev anset som et godt resultat, udgangspunktet taget i betragtning. Under Parks ledelse i perioden 2004–2006 vandt partiet samtlige 40 valg og suppleringsvalg, havde gode lokalvalg, og genvandt flertallet i nationalforsamlingen. Dette gav hende tilnavnet "Valgdronningen" i medierne.
Under en valgkampagne den 20. maj 2006 angreb en 50 år gammel mand Park med kniv og påførte hende et 11 cm langt sår i ansigtet, hvilket krævede 60 sting og flere timers operation. I juli samme år overlod hun ledelsen af partiet til parlamentarikeren Kang Jae-sup.
Frem til 2009 drejede Parks politiske budskab sig først og fremmest om skattelettelser, deregulering og opretholdelse af lov og orden, en klassisk konservativ og markedsorienteret indfaldsvinkel for den sydkoreanske højrefløj. Siden 2009 har hun fokuseret mere på sociale spørgsmål, og har taget til orde for en udvidet velfærdsstat. I en undersøgelse blandt 12 potentielle præsidentkandidater i 2012 blev Park rangeret som den mest konservative kandidat. Park skal have den tyske forbundskansler Angela Merkel som sit forbillede. Udenrigspolitisk er Park klart proamerikansk, og har gentagne gange talt for stærkere bånd mellem Sydkorea og USA. Hun ønsker en mere forsonende holdning end Lee Myung-bak overfor Nordkorea.

## Præsident
Den 19. december 2012 vandt hun præsidentvalget og den 25. februar 2013 skrev hun historie ved at blive den første kvindelige præsident i Sydkorea. Som vision for hendes regering satte hun "en ny æra af håb og lykke". De erklærede mål for den nye regering omfatter "kreativitet-orienteret uddannelse og kulturel berigelse", "en job-centreret kreativ økonomi", "skræddersyet beskæftigelse og velfærd", "stærke sikkerhedsforanstaltninger for bæredygtig fred på den koreanske halvø" og "et sikkert og forenet samfund ".
For at gennemføre sin administrative vision og sine mål foretog hun radikale ændringer, herunder omstrukturering af "Blue House '. Mens stillingen som "vicepremierminister for økonomiske anliggender" blev fornyet, blev flere nye kontorer, herunder den for "Videnskabsministeriet", "Office of National Security" på Blue House, og "ICT og fremtidig planlægning", oprettede.
Hun besøgte USA i maj 2013 og mødte præsident Barack Obama. De to ledere havde bilateralt møde om forskellige udviklingsmæssige og andre samarbejdsspørgsmål med fokus på udvikling af begge økonomier. Mens mere end 20.000 amerikanske militære mænd er udstationeret i Sydkorea, ser hun den strategiske alliance af både nationer som den mest frugtbare. Ved en fælles samling i den amerikanske kongres appellerede hun til en fælles front for at imødegå udfordringer fra Nordkoreas side. Hun fortsætter med at opretholde et tæt samarbejde med USA som mange af hendes forgængere.
Under indtryk af, at Nordkorea har overtrådt en resolution vedtaget af FNs Sikkerhedsråd og optrådt udfordrende over for Sydkorea, er hun forblevet engageret at foretage politiske koordinering sammen med partnere som FN, USA og Kina om forholdet til Nordkorea.
Hun besøgte Kina i juni 2013 og mødte præsident Xi Jinping. Hun vandt støtte fra præsidenten efter at have forklaret Sydkoreas standpunkt i spørgsmål vedrørende Nordkorea.
Hun holdt et topmøde den 13. november 2013 den russiske præsident Vladimir Putin under dennes besøg i Sydkorea. De to ledere havde en omfattende og dynamisk samtale centreret om en styrkelse af den økonomiske og politiske udvikling.
For at gennemføre sin vision om genstyrket økonomi sammen med skabelsen af nye arbejdspladser, erklærede hun sin målsætning om at opbygge en "kreativ økonomi" den 5. juni 2013.
Park Geun-hye og Tony Abbott, Australiens premierminister, underskrev en frihandelsaftale mellem Australien og Sydkorea den 8. april 2014.
I marts 2015 ansøgte Sydkorea officielt om at tilslutte sig den "Asian Infrastructure Investment Bank" og den 26. maj 2015 rettede hun henvendelse til chefen for "Asian Development Bank" om at samarbejdet med "Asian Infrastructure Investment Bank" også skulle omfatte Sydkorea.
Hun har talt om at fjerne "fire store sociale onder", der omfatter farlige fødevarer, vold i hjemmet, seksuel vold og skolevold som en af de sociale dagsordener for nationen. Et "National Unity Committee" blev oprettet af hende, der skulle fungere som rådgiver for præsidenten i arbejdet for at løse de samfundsmæssige konflikter i nationen for dermed at fremme et miljø af fælles velstand og sameksistens.

### Choi Soon-sil skandalen og rigsretssag
I slutningen af oktober 2016, begyndte undersøgelser af Parks relation med Choi Soon-sil.
Flere nyhedsmedier, bl.a. JTBC og Hankyoreh meddelte, at Choi, der ikke har nogen officiel regeringspost, havde adgang til fortrolige dokumenter og informationer, der var beregnet til præsidenten, og fungerede som en af præsidentens fortrolige. Choi og præsident Parks ledende medarbejdere, deriblandt både Ahn Jong-bum og Jeong Ho-sung har brugt deres indflydelse til at afpresse 77,4 milliarder fra store koreanske familieejede virksomheder, konglomerater, og at have oprettet to kultur og sports-relaterede fonde, Mir og K-sports fondene. Choi er også anklaget for at have påvirket Ewha Womans University til at ændre deres optagelseskriterier således at hendes datter Chung Yoo-ra kunne få en plads der.
Ahn Jong-bum og Jeong Ho-sung, tophjælpere ved præsidentvalget, blev arresteret for at misbruge deres magt og hjælpe Choi; de nægtede dog at have gjort noget forkert, og hævdede, at de blot fulgte ordrer fra præsident Park.
Den 25. oktober 2016 vedkendte Park for offentligheden at hun havde tætte bånd til Choi. Den 28. oktober, opsagde Park nøglepersoner blandt hendes personale, og samtidig viste meningsmålinger, at andelen af sydkoreanere der støttede hende faldt til 4 %. Kontroversen medførte masseprotester og demonstrationer i oktober og november 2016, der forlangte at hun trak sig som præsident. Den 12. november deltog mere end en million borgere i protester på Gwanghwamun Pladsen tæt på præsidentboligen, hvor de krævede Parks fratræden eller rigsretssag. Den 19. november deltog yderligere en million borgere i en national protest, efter at præsident Park havde nægtet at hjælpe med til undersøgelsen af hendes magtmisbrug.
Præsident Park fyrede flere af hendes ministre og Sydkoreas premierminister som en reaktion på offentlighedens kritik. Det var i særdeleshed fyringen af premierminister Hwang Kyo-ahn der resulterede i kontrovers, pga. påstanden om, at han blev fyret via en sms-besked.
Den 29 november 2016, tilbød Park at træde tilbage som præsident og tilbød nationalforsamlingen at arrangere en overdragelse af magten. Oppositionspartierne afviste tilbuddet og anklagede Park for at forsøge at undgå processen med en rigsretssag.
Nationalforsamlingen indgav i stedet et forslag til rigsretssag, som blev sat til afstemning den 9. december 2016 og blev vedtaget med 234 stemmer for.

## Udmærkelser
Hun er æresdoktor ved Universitetet for kinesisk kultur i Taiwan fra 1987, Pukyong nationaluniversitet og Koreas avancerede institut for videnskab og teknologi (KAIST) i Sydkorea fra 2008 og Sogang-universitetet fra 2010.